# Rodoslovje
Rodoslóvje ali genealogíja je pomožna zgodovinska veda, ki proučuje in zasleduje družinsko poreklo. To vključuje imena živih in preminulih sorodnikov, zakonske zveze in odnose. Z uporabo pisnih in ustnih virov pridemo do družinskega drevesa. 

Beseda genealogija je nastala iz dveh starogrških besed: družina oziroma rasa in teorija oz. znanost. Pomeni iskanje prednikov oziroma raziskovanje družinske zgodovine. Beseda rodovnik (pedigre), ki predstavlja genealoške rezultate v obliki dreves ali drugačnih zapisov, je nastala iz dveh latinskih besed: ped (noga) in grus (žerjav) in izhaja iz znamenja, ki je podobno žerjavovi nogi in so ga uporabljali za indeksiranje potomcev v zgodnjeevropskih genealogijah. Rodoslovje je univerzalni fenomen, ki ga najdemo v vseh obdobjih in pri vseh narodih, od najenostavnejših do komparativnih kompleksnih oblik. Je mednarodna veda v svojem namenu in interesu. Čeprav je dandanes v glavnem omejena na ameriške in evropske države, je bila obravnavana v vseh civiliziranih delih sveta. Kjerkoli je bila državna ureditev dedna monarhija ali aristokracija (npr. Kitajska in Japonska), je bila tako kot preteklost potrebna tudi genealogija.
Ker je genealogija internacionalna znanost, se poskuša uvesti univerzalne oznake in okrajšave, da bi bil sistem izdelave rodovnikov uniformen. Prvi mednarodni kongres heraldike in genealogije je bil v Barceloni leta 1928 in je veliko pripomogel k interesu po svetu. Veliko držav ima danes društva za promoviranje genealoških raziskav in nekatere so celo ustanovile univerzitetna profesorska mesta v tem sklopu. Rodoslovec mora poznati paleografijo, ki mu pomaga dešifrirati stare zapise (npr. cerkvene arhive ali zvitke) in kronologijo, tako da lahko prepozna različice koledarjev, leta vladavin itd. Znanje drugih jezikov, latinščine, grščine ali sodobnih jezikov je v veliko pomoč. Stari računi, pečati, skice, kovanci, medalje, tapiserije, slike, grobovi, nagrobniki in spomeniki so lahko dobra informacija. 
Genealogija ni več rezervirana samo za visoko situirane, ampak se zanima za vse vrste ljudi. Ustna izročila so bila ključnega pomena v zgodnjih dneh civilizacije. Ko ni bilo pisnih dokumentov je bil edino spomin, skupaj z mnemoničnimi načini kot je rima; sredstvo, na katerega so se zanašali, da bi določili zgodovino. Genealoške informacije so bile ustno izročilo, pogosto kot vrsta imen npr. starih irskih kraljev. Včasih so bili v njih vključeni tudi pomembni dogodki. Dolge orientalske genealogije se vglavnem ukvarjajo samo z velikimi osebnostmi ali z vladarji. Nemogoče je ugotoviti verodostojnost genealogij starih indijskih družin, ki so v drevesu indijskih vladarjev najstarejših obdobij. Ker ni nobenih drugih podatkov, bi bile lahko tudi izmišljene. Primer v Afriki, kjer naj bi bivši etiopski kralj pripadal zelo dolgi genealoški veji, ne bore biti dokazan. Kralj naj bi bil potomec iz zakona kralja Salomona in kraljice Šebe, toda, ker je to ustno izročilo staro več kot 15 stoletij, nam je težko v dokaz.
Stara zaveza vsebuje veliko genealogij, katerih namen je pokazati Adamove, Noetove in Abrahamove potomce. Ko so te genealogije postale del židovskih spisov, je postalo shranjevanje družinskih podatkov pomembno zaradi koncepta rasne čistosti. Med Gentili (hebresjko: goy = nacija; kasnejši pomen pa je ne-Židi) je bila ideja o božjem rodu izražena v zgodbah o herojih, katerim so skoraj vedno pripisovali očetovstvo bogov. V grških in rimskih genealogijah so bili veliki ljudje po navadi potomci bogov ali pa smrtnikov, ki so postali božanstva. Začetki pisne družinske dokumentacije se začne v antičnem sredozemskem okolju, kjer so oralne genealogije postale pesmi in zgodovine. Toda izum pisave še ni naredil iz genealogije znanost. Pisci so se vbadali z njo ali po naključju ali zaradi skrbi o potomcih svojih bogov.
Zapisovanje kraljevskih rodov se je začelo v Srednjem veku. Prve kronike so zapisali menihi, ki so dokumentirali ustna izročila rodovnikov svojih kraljev. Od približno leta 1100 do 1500 so se genealogi osredotočili na izdelavo »modro-krvnih« rodovnikov. Sklicevanja na pravico do prestola so pogosto vsebovala rodovniška drevesa, kot v primeru smrti Aleksandra III Škotskega (1286) in njegove zakonite dedinje Margarete Norveške, ko je v letu 1290 prišlo do mnogih primerov domnevnih dedičev škotske krone. Včasih je bila resnica ovržena zaradi političnih razlogov, toda v glavnem so srednjeveški evropski zapisi genealoško točni, po zaslugi njihovega prvotnega namena, tj. zapis zemljiških transakcij, davkov, zakonskih tožb - in ne oskrbovanja z genealoškimi informacijami.
V tem obdobju so začeli nastajati tudi prvi rodovniki »navadnih« ljudi.

## Rodoslovna programska oprema
- Legacy Family Tree
- Geni Family Tree - tudi v slovenščini.
- Family Tree Maker
- Ancestral Quest
- Gene - za OS Apple-Macintosh.
- Brother's Keeper - tudi v slovenščini.
- GRAMPS - za Linux, BSD, Solaris in Windows; brezplačni, odprtokodni in tudi v slovenščini.
- MyHeritage Family Tree Builder - tudi v slovenščini in 36 drugih jezikih, objava drevesa na zasebni ali javni spletni strani; po objavi samodejno iskanje sorodnih zapisov; rodoslovno omrežje.